# 사사키 유카리
사사키 유카리(일본어: 佐々木 優佳里, 1995년 8월 28일 ~ )는 일본의 아이돌이며, 여성 아이돌 그룹 전 AKB48의 멤버이다.
사이타마현 출신. STROBO AGENCY 소속.

## 내력
2011년
- 2월 20일, 《AKB48 제12기 연구생 오디션》에 합격.

2013년
- 4월 28일, 시노다 팀A로 승격.

2014년
- 2월 24일, Zepp DiverCity에서 개최된 《AKB48 그룹 대조각 축제》에서, 팀4로 이동하는 것이 발표되었다[1].
- 5월부터 6월에 걸쳐 실시된 《AKB48 37th 싱글 선발 총선거》에서는 47위로, 넥스트 걸즈에 선출되었다[2].

2015년
- 3월 26일, 사이타마 슈퍼 아레나에서 개최된 《AKB48 봄의 단독 콘서트 ~차기 총감독 아직 수행중~》에서, 팀A로 이동하는 것이 발표되었다.
- 5월부터 6월에 걸쳐 실시된 《AKB48 41st 싱글 선발 총선거》에서는 50위로, 퓨처 걸즈에 선출되었다[3].

2024년
- 2월 23일, AKB48를 졸업.

## 인물
- 장래의 꿈은, 여배우나 가수가 되는 것[4].

## AKB48에서의 참가곡

### 싱글 CD 선발곡
- 〈風は吹いている 바람은 불고 있어〉에 수록
  - 蕾たち / 꽃봉오리들 - 팀+연구생 명의
- 〈GIVE ME FIVE!〉에 수록
  - ユングやフロイトの場合 / 융이나 프로이트의 경우 - 스페셜 걸즈C 명의
- 〈真夏のSounds good ! 한여름의 Sounds good !〉에 수록
  - 3つの涙 / 3개의 눈물 - 스페셜 걸즈 명의
- 〈ギンガムチェック 깅엄 체크〉에 수록
  - あの日の風鈴 / 그 날의 풍경 - 웨이팅 걸즈 명의
- 〈UZA〉에 수록
  - 大人への道 / 어른으로의 길 - 연구생 명의
- 〈永遠プレッシャー 영원 프레셔〉에 수록
  - 私たちのReason / 우리의 Reason
- 〈So long !〉에 수록
  - 強い花 / 강한 꽃 - 연구생 명의
- 〈さよならクロール 안녕 크롤〉에 수록
  - バラの果実 / 장미의 과실 - 언더 걸즈 명의
  - LOVE修行 / LOVE 수행 - 연구생 명의
- 〈ハート・エレキ 하트 일렉트릭 기타〉에 수록
  - キスまでカウントダウン / 키스까지 카운트다운 - 팀A 명의
- 鈴懸の木の道で「君の微笑みを夢に見る」と言ってしまったら僕たちの関係はどう変わってしまうのか、僕なりに何日か考えた上でのやや気恥ずかしい結論のようなもの / 플라타너스 나무가 서 있는 길에서 「네 미소가 꿈에 나왔어」라고 말해버린다면 우리들의 관계는 어떻게 변하는 걸까, 나 나름대로 며칠이고 생각해본 후의 조금 부끄러운 결론처럼
- 〈前しか向かねえ 앞 밖에 보지 않아〉에 수록
  - 秘密のダイアリー / 비밀 다이어리 - Baby Elephants 명의
- 〈ラブラドール･レトリバー 래브라도 리트리버〉에 수록
  - ハートの脱出ゲーム / 하트 탈출 게임 - 팀4 명의
- 〈心のプラカード 마음의 플래카드〉에 수록
  - ひと夏の反抗期 / 어느 여름날의 반항기 - 넥스트 걸즈 명의
- 〈希望的リフレイン 희망적 리프레인〉에 수록
  - Ambulance - 백합조 명의
  - 目を開けたままのファーストキス / 눈을 뜬 채로 한 퍼스트 키스 - 팀4 명의
  - Reborn - 팀 서프라이즈 명의
- 〈ハロウィン・ナイト 할로윈 나이트〉에 수록
  - 君にウェディングドレスを… / 너에게 웨딩드레스를… - 퓨처 걸즈 명의

### 앨범 CD 선발곡
- 《1830m》에 수록
  - さくらんぼと孤独 / 체리와 고독 - 연구생 명의
- 《次の足跡 다음 발자국》에 수록
  - 確信がもてるもの / 확신하는 것 - 팀A 명의
- 《ここがロドスだ、ここで跳べ! 여기가 로도스다, 여기서 뛰어라!》에 수록
  - 涙は後回し / 눈물은 뒷전 - 팀4 명의
  - 僕たちのイデオロギー / 우리의 이데올로기